# Serra de Castelló (Lladurs)
La Serra de Castelló és un contrafort de la banda de llevant de la Serra Alta situada al municipi de Lladurs (Solsonès) entre les rases Torrenteller i de la Salada Vella, amb una elevació màxima de 913,8 metres.